# نارزول
نارزول هي بلدية في مقاطعة كونية في منطقة بيمنتة الإيطالية تقع على بعد نحو 50 كيلومتر (31 ميل) جنوب تورينو ونحو 35 كيلومتر (22 ميل) شمال شرق كونية.
تقع نارزول على حدود البلديات التالية: بارولو وبيني فاجينا وشيراسكو ولا مورا وليكيو تانارو ونوفيللو وسالمور.